# 죽령터널 열차 사고
죽령터널 열차 사고(竹嶺-列車事故)는 1949년 8월 18일에 중앙선 죽령터널에서 열차가 갑자기 탈선하여 열차에 탄 380명 중 48명이 사망하고 101명이 부상을 당하는 등 모두 149명의 인명 피해가 일어난 사고이다.

## 참고
1. ↑  대전일보 오늘의 소사